# XXVIII. Armeekorps (Wehrmacht)
Das XXVIII. Armeekorps war ein Korps der Wehrmacht während des Zweiten Weltkriegs. Die Korpsbehörde, mit vollem Namen als Generalkommando XXVIII. Armeekorps bezeichnet, war zwischen 1940 und 1945 aktiv.

## Geschichte

### Aufstellung und Besatzungsdienst in Frankreich, Juni 1940 – April 1941
Das XXVIII. Armeekorps wurde im Juni 1940 in der Reserve des OKH aufgestellt. Während der Aufstellung war Walter von Brockdorff-Ahlefeldt kurzzeitig für das Korps zuständig, wurde aber schon am 20. Juni 1940 durch Peter Weyer ersetzt, welcher bis zum 26. Oktober 1940 im Amt blieb. Im Juli 1940 kam das Korps zur 6. Armee (von Reichenau) an der Küste des Ärmelkanals im besetzten Frankreich. Dort verblieb das XXVIII. Korps bis April 1941 und war im Lauf dieser Zeit nacheinander den Heeresgruppen A (von Rundstedt), B (von Bock), C (von Leeb) und D (von Witzleben) unterstellt. Am 26. Oktober 1940 wurde Mauritz von Wiktorin Kommandeur, welcher zuvor während des Überfalls auf Polen die 20. Infanterie-Division des XIX. Armeekorps (Guderian) befehligt hatte.

### Ostfront, 1941
Im Mai 1941 wurde das XXVIII. Armeekorps von der Kanalküste nach Ostpreußen verlegt, wo es der 16. Armee (Busch) und damit der Heeresgruppe C (von Leeb) unterstellt wurde. Im Juni 1941 beteiligte sich die 16. Armee am Überfall auf die Sowjetunion (Unternehmen Barbarossa), und die Heeresgruppe C wurde in Heeresgruppe Nord umbenannt. Zunächst rückte das XXVIII. Korps im Großraum Kaunas in Litauen vor. Ab dem 9. Juli befand sich das XXVIII. Korps hier in Kampfhandlung gegen die 27. Armee (Bersarin) der Roten Armee, etwa 200 Kilometer nordwestlich von Witebsk. Am 9. Juli 1941 besetzten Soldaten des XXVIII. Korps sowie Soldaten des ebenfalls von der 16. Armee kommandierten II. Armeekorps (von Brockdorff-Ahlefeldt) die Orte Sebesch und Werchnjadswinsk, beidseitig der modernen Grenze zwischen Russland und Belarus.:115
Bis September 1941 rückte das XXVIII. Korps in den Sektor Nowgorod vor. Am 7. August griff das XXVIII. Korps entlang der Achse Schimsk-Nowgorod-Tschudowo die sowjetische 48. Armee (Akimow) an.:101 Ab 10. August führte das XXVIII. Korps gemeinsam mit dem LVI. Panzerkorps (von Manstein) und dem I. Armeekorps (von Both) Schlacht an der Luga den Angriff in Richtung auf Luga. Auf der rechten Flanke des LVI. Panzerkorps traten das I. und das XXVIII. Korps gegen die nur teilweise bereitgemachten Verteidigungslinien der 48. Armee an. Schimsk wurde am 12. August genommen, Nowgorod am 16. August, Tschuwodo am 20. August und Luga am 24. August. Die dem XXVIII. Korps gegenüberstehende sowjetische 48. Armee war, nun an den südöstlichen Ausläufern der Stadt Leningrad stehend, in desolatem Zustand.:104
Zwischen dem 22. August und dem 1. September 1941 drängte das XXVIII. Korps unter Mithilfe des XXVI. Armeekorps (Wodrig) die sowjetische 8. Armee (Iwanow) in den Brückenkopf von Oranienbaum zurück. Nun Teil der Leningrader Blockade, erhielt das XXVIII. Korps das Kommando vom Befehlshaber der Heeresgruppe Nord, Wilhelm Ritter von Leeb, die Straße zwischen Leningrad und Moskau zu besetzen und entlang dieser Straße in den Südosten der Stadt Leningrad hinein anzugreifen.:105 Am 29. August 1941 kam durch von Leeb der Befehl, Brückenköpfe entlang der Flüsse südlich Leningrads zu erobern.:107 Zwischen dem 30. August und dem 8. September trieben Soldaten des XXVIII. Korps die sowjetischen Verteidiger bis zu den Flussläufen des Newa und des Izhora zurück.:105 Das XXVIII. Korps wurde mit Elementen der 12. Panzer-Division zur Gruppe Slutsk-Kolpino zusammengefasst, deren Aufgabe es war, die sowjetische Verteidigungslinie entlang des Izhora zu durchschlagen und die Ortschaften Slutsk und Kolpino einzunehmen.:107
Am 11. September 1941 durchschlugen die Einheiten der 1. Panzer-Division die sowjetischen Verteidigungslinien weiter westlich beim Dorf Dudergow und überwältigten am Folgetag die Rotarmisten bei Krasnoje Selo. Dadurch, dass die Einheiten der 1. Panzer-Division jetzt der 42. sowjetischen Armee (Iwanow) mit Umkesselung drohten und zusätzlich die Nachhut der sowjetischen 55. Armee gefährdete,:108 war es wiederum den Truppen des XXXXI. Armeekorps (Reinhardt) und des L. Armeekorps (Lindemann) möglich, das Dorf Krasnogwardeisk einzunehmen und sich mit den Einheiten des XXVIII. Korps zu verbinden, welches soeben Puschkin attackierte.:109
Die sowjetische 55. Armee brachte den Angriff des XXVIII. Korps zum Stillstand, nachdem es der 8. Panzer-Division nicht gelungen war, rechtzeitig die Korpseinheiten zu verstärken. Zu diesem Zeitpunkt war die Heeresgruppe Nord zunehmend von Truppentransfers zur Heeresgruppe Mitte geplagt, welche die Kampfkraft der vor Leningrad verfügbaren deutschen Verbände noch zusätzliche abschwächten. Reinhardts XXXXI. Armeekorps wurde am 10. September 1941 abkommandiert, und der Abmarsch der wertvollen motorisierten Verbände begann im Verlauf der Folgetage.:109
Ab dem 11. September 1941 strukturierte Josef Stalin die Struktur der Verteidigung Leningrads grundlegend um. Die demolierte 48. Armee wurde aufgelöst und deren Verbände der im Aufbau befindlichen 54. Armee zugeführt. Georgi K. Schukow wurde anstelle des überforderten Kliment J. Woroschilow Befehlshaber der Leningrader Front.:109
Die Kämpfe um Puschkin zogen sich bis zum 18. September 1941 hin, bis die Stadt schließlich von der 1. Panzer-Division und der SS-Polizei-Division eingenommen werden konnte. Am selben Tag eroberte das XXVIII. Korps auch Slutsk.:111
Von Oktober 1941 bis September 1944 war das XXVIII. Korps Teil der 18. Armee (von Küchler).

### Ostfront, 1942
Am 30. Januar 1942 wurde Wiktorin von Herbert Loch ersetzt.

### Ostfront, 1943
Loch wurde am 25. Mai 1943 von Otto Sponheimer abgelöst.

### Ostfront, 1944
Zwischen dem 14. Januar und dem 1. März 1944 zog sich Heeresgruppe Nord in der Leningrad-Nowgoroder Operation von Leningrad auf die Pantherlinie zurück, welche von Pskow über Ostrow nach Opotschka lief.:281
Ende Januar 1944 war das XXVIII. Armeekorps durch die 67. Armee (Swiridow) durch Umkesselung bedroht, aber das XXVIII. und XXVII. Armeekorps konnten von der 12. Panzer-Division abgeschirmt werden.:170
Anfang März 1944 nahm das XXVIII. Korps seine Position in der Pantherlinie ein und nahm direkt südlich des Peipussees im Großraum Pskow (Pleskau) Aufstellung.:281
General der Artillerie Loch übernahm am 28. März 1944 den Oberbefehl der 18. Armee und musste abgelöst werden, bis zum 28. Mai 1944 war sodann Gerhard Matzky im Amt. Matzky hatte zuvor während des Jahres 1943 die 21. Infanterie-Division kommandiert.:188
Am 28. Mai 1944 übernahm Hans Gollnick das Kommando. Gollnick blieb bis Kriegsende an der Spitze des Korps.
Bis Mitte 1944 war das XXVIII. Korps in den Sektoren Wolchow und Pskow aktiv, bis die Heeresgruppe Nord nach den sowjetischen Erfolgen des Jahres 1944, insbesondere der Operation Bagration, einen allgemeinen Rückzug antrat. Am 17. Juli 1944 begann die Pskow-Ostrower Operation zur Rückeroberung von Pleskau. Sowjetische Truppen durchbrachen die deutsche Verteidigung südlich Ostrow, brachen auf einer 70 km breiten Front durch und nahmen ab 19. Juli die Verfolgung auf, am 23. Juli ging Pleskau verloren. Am 10. August geriet das XXVIII. Korps unter schwere Angriffe durch die 67. Armee nahe Petschory (auf der russischen Seite der heutigen Grenze zwischen Russland und Estland). Petschory wurde am Folgetag durch die sowjetischen Verbände eingenommen und das XXVIII. Korps nach Estland und Lettland zurückgetrieben. Gleichzeitig nahm die 1. Gardearmee Anlauf auf Võru im Südosten Estlands. Die Stadt fiel am 13. August 1944, und es war offenkundig, dass die Positionen der 18. Armee in Estland nicht zu verteidigen waren.:231
Zwischen Oktober und November 1944 unterstand das XXVIII. Korps der 3. Panzerarmee (Raus) in Kurland, als Teil der Heeresgruppe Mitte (Reinhardt). Ab dem 5. Oktober 1944 befand sich das XXVIII. Korps während der Memeler Operation im Hauptangriffsfeld der sowjetischen Truppen, die den Durchbruch nach Memel suchten.:258
Bis zum 10. Oktober war das XXVIII. Korps gezwungen, sich nach Memel zurückzuziehen. Dort bildete das Korps einen Brückenkopf, aber die Heeresgruppe Nord wurde nichtsdestotrotz im Kurland-Kessel eingeschlossen.:640
Im Dezember 1944 diente das XXVIII. Korps bei den Reserven der Heeresgruppe in Litauen.

### Ostfront, 1945
Nun wieder als Teil der 3. Panzerarmee trat das XXVIII. Korps im Januar 1945 den Rückzug ins Memelland und nach Ostpreußen an. Im Februar 1945 stand das XXVIII. Korps im Samland und wurde hier im gleichen Monat zur Armeeabteilung Samland. Nach der Zerschlagung der Armeeabteilung Samland während der Schlacht um Königsberg im März/April 1945, wurde das XXVIII. Armeekorps erneut aufgestellt und in die OKH-Reserven beordert.

## Personen des XXVIII. Armeekorps

### Liste der Kommandierenden Generale
| Name                            | Dienstgrad             | Dienstantritt | Dienstende |
| ------------------------------- | ---------------------- | ------------- | ---------- |
| Walter von Brockdorff-Ahlefeldt | Generalleutnant        | 01.06.1940    | 20.06.1940 |
| Peter Weyer                     | Generalleutnant        | 20.06.1940    | 26.10.1940 |
| Mauritz von Wiktorin            | General der Infanterie | 26.10.1940    | 30.01.1942 |
| Herbert Loch                    | General der Artillerie | 30.01.1942    | 28.03.1944 |
| Otto Sponheimer (m.st.F.b.)     | Generalleutnant        | 25.05.1943    | 30.06.1943 |
| Gerhard Matzky                  | General der Artillerie | 28.03.1944    | 28.05.1944 |
| Hans Gollnick                   | General der Infanterie | 28.05.1944    | Mai 1945?  |